# Narcanello
Il Narcanello, detto anche Oglio Narcanello (in camuno Narcanèl), è un torrente della Val Camonica, in provincia di Brescia, lungo circa 7 km.
Nasce nella Valle Narcanello, nei pressi di Punta Castellaccio (3104 m s.l.m.) e confluisce nel Frigidolfo a Ponte di Legno, (1300 m s.l.m.) dando vita al fiume Oglio.